# Sista brevet från din älskade
Sista brevet från din älskade (engelska: The Last Letter from Your Lover) är en brittisk romantisk dramafilm från 2021 i regi av Augustine Frizzell, samt skriven av Nick Payne och Esta Spalding, baserad på Jojo Moyes roman med samma namn från 2011. I huvudrollerna syns Felicity Jones, Callum Turner, Joe Alwyn, Nabhaan Rizwan och Shailene Woodley.

## Handling
London, nutid. Journalisten Ellie får i uppdrag att tillsammans med arkivarien Rory gå igenom ett arkiv där hon hittar brev som fascinerar henne, brev skrivna i mitten av 1960-talet av Jennifer Stirling.
London, 1960-talet. Jennifer lever ett liv i lyx med sin välbärgade och inflytelserike make Laurence. Efter en olycka, som fått henne att tappa minnet, kämpar hon med att hitta tillbaka till vem hon är. Precis som Ellie ska komma att göra långt senare hittar hon gåtfulla kärleksbrev gömda i sitt hem. De passionerade meddelandena avslöjar hennes olyckliga kärleksaffär med utrikeskorrespondenten Anthony O'Hare.

## Rollista
| Felicity Jones              | – Ellie Haworth     |
| Callum Turner/Ben Cross     | – Anthony O'Hare    |
| Joe Alwyn                   | – Laurence Stirling |
| Shailene Woodley/Diana Kent | – Jennifer Stirling |
| Nabhaan Rizwan              | – Rory McCallan     |
| Ncuti Gatwa                 | – Nick              |
| Emma Appleton               | – Hannah            |
| Zoe Boyle                   | – Anne              |

## Produktion
I augusti 2019 blev det känt att Augustine Frizzell skulle agera som regissör på denna film. Det blev senare även känt att filminspelningen skulle äga rum på Mallorca den 14 oktober samma år, samt att Felicity Jones och Shailene Woodley skulle spela de två respektive huvudrollerna, samtidigt som de även skulle agera som exekutiva producenter. Produktionen förflyttades därefter bort till Storbritannien, där den kom att avslutas den 15 december, efter 45 dagars inspelningstid.

## Utgivning
I oktober 2019 förvärvade Netflix distributionsrättigheterna till filmen för USA och vissa andra internationella territorier. Den släpptes sedan därefter på Netflix i utvalda territorier, den 23 juli 2021. Den släpptes också för officiell premiär i Storbritannien och på Irland, vilket den gjorde den 6 augusti samma år.